# Georg Herzog zu Mecklenburg

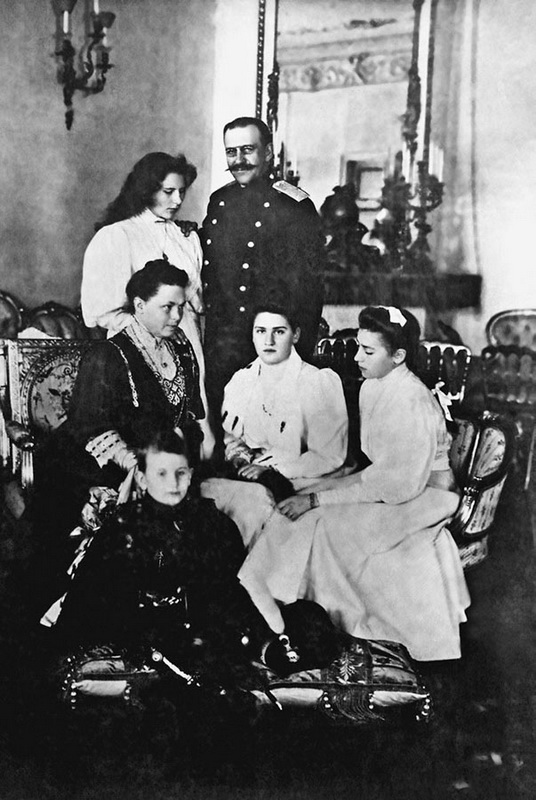
Georg Herzog zu Mecklenburg (unten links), mit Eltern und Schwestern

Georg Alexander Michael Friedrich Wilhelm Albert Theodor Franz Herzog zu Mecklenburg, bis 1950: Herzog zu Mecklenburg, Graf von Carlow (* 22. Septemberjul. / 4. Oktober 1899greg. im Schloss Oranienbaum bei Sankt Petersburg; † 6. Juli 1963 in Sigmaringen) war der einzige Sohn des Herzogs Georg Alexander zu Mecklenburg[-Strelitz] (1859–1909) und dessen Frau Natalja, Gräfin von Carlow, geb. Vanljarskaja (1858–1921). Seine ersten Taufpaten waren der Großherzog Friedrich Wilhelm (1819–1904) und die Großherzogin Augusta Caroline (1822–1916). Da die Ehe seiner Eltern morganatisch war, trug er zunächst nur den Titel Graf von Carlow.

## Leben
Nach dem Tode seines Vaters im Jahre 1909 wurde dessen Bruder Herzog Carl Michael durch den Zaren Nikolaus II. und den Großherzog Adolf Friedrich V. zum Vormund der Halbwaise ernannt. 1912 wurde Graf Georg von Carlow aufgrund eines russischen Gesetzes als Majoratsherr russischer Staatsbürger. Nach der Anerkennung der Sowjetunion durch die Westmächte 1922 wurde er staatenlos und blieb es bis in die 1950er Jahre.
Nach dem Umsturz in Russland flüchtete die Familie über den Kaukasus zunächst nach Frankreich, wo seine Mutter 1921 in Cannes starb, dann nach Dänemark und zog 1923 auf den mecklenburgischen Besitz Schloss Remplin in Remplin bei Malchin, wo sie bis zur Zerstörung des Schlosses und der Vertreibung durch die Nationalsozialisten 1940 wohnte. In dieser Zeit studierte Georg Politikwissenschaften und promovierte zum Dr. rer. pol. an der Albert-Ludwigs-Universität in Freiburg im Breisgau.
1920 heiratete er Irina Michailowna Rajewskaja (1892–1955). Sie hatten zusammen vier Kinder, wovon eines bereits im Kindesalter starb. Im gleichen Jahr konvertierte er zur römisch-katholischen Kirche.
1928 wurde Georg von Carlow von seinem Onkel Herzog Carl Michael unter Zustimmung des Chefs des Zarenhauses und des ehemaligen Großherzogs von Mecklenburg-Schwerin, Friedrich Franz IV., adoptiert und erhielt den Namen Herzog zu Mecklenburg, verzichtete aber auf seine ohnehin nur theoretischen Thronansprüche. Von 1934 bis 1963 war er Chef des Hauses Mecklenburg-Strelitz.
Während der Zeit des Nationalsozialismus wurde die Familie von Georg Herzog zu Mecklenburg wegen der Zugehörigkeit zum internationalen Hochadel, ihrer russischen Vorfahren und „politischem Katholizismus“ verfolgt. Im Jahr 1940 brannte das Schloss Remplin ab, vermutlich durch Brandstiftung. Dies zwang die Familie zum Umzug nach Berlin. Georg Herzog zu Mecklenburg wurde 1944 im Konzentrationslager Sachsenhausen inhaftiert und soll dort in Einzelhaft untergebracht gewesen sein. Anlass für die Verhaftung durch die Gestapo war die Hilfeleistung, die Georg zu Mecklenburg zwei katholischen Geistlichen gewährt hatte.
In der unmittelbaren Nachkriegszeit lebte er in Sigmaringen und galt als Mentor monarchistischer Bestrebungen in Südwestdeutschland.
Nach einer familieninternen Verabredung verzichtete er am 18. Dezember 1950 auf die bis dahin als Namenszusatz geführte Bezeichnung „Graf von Carlow“.
Nach dem Tode seiner ersten Gemahlin heiratete er 1956 Charlotte Habsburg-Lothringen (1921–1989), eine Tochter des letzten österreichischen Kaisers Karl I. und Schwester des letzten Kronprinzen von Österreich-Ungarn, Otto von Habsburg (1912–2011).
Ab 1953 versuchte er, eine Stellung im Auswärtigen Dienst zu erhalten. 1956 gab es die Überlegung, ihn zum deutschen Vertreter im Ausschuss des Internationalen Suchdienstes in Arolsen zu machen. Der Vorschlag wurde aber zurückgezogen.
Er starb am 6. Juli 1963 im Prinzessinnenpalais in Sigmaringen.

## Kinder
Aus der Ehe mit Irina Michailowna Rajewskaja:
- Georg Alexander (* 27. August 1921 in Nizza; † 26. Januar 1996 in Mirow)
- Alexander (*/† 1922)
- Helene (* 15. November 1924; † 7. Juli 1962 in Birgte bei einem Flugzeugabsturz[4]) ⚭ Hassan Sayed Kamil (1918–1991),[5] Tochter: Sheila Nadia Kamil (* 26. Juli 1958 in Chur; † 21. März 2018 in Victoria (British Columbia))[6]
- Carl Gregor (* 14. März 1933 in Remplin; † 23. Juli 2018 in Hechingen)[7]

## Schriften
- Richelieu als merkantilistischer Wirtschaftspolitiker und der Begriff des Staatsmerkantilismus (= Beiträge zur Geschichte der Nationalökonomie. Heft 6, ZDB-ID 534402-5).  G. Fischer, Jena 1929, (Zugleich: Freiburg (Breisgau), Universität, Dissertation, 16. September 1929).